# 정주환 (정치인)

정주환(1939년 10월 23일~2022년 7월 1일)은 대한민국의 정치인이다. 제34·35대 거창군수를 지냈다.

## 학력
- 남상국민학교 (졸업)
- 거창중학교 (졸업)
- 거창농림고등학교 (졸업)
- 한국방송통신대학교 (행정학과 / 졸업)

## 역대 선거 결과
|  | 39.14% |

|  | 100.00% |

|  | 42.85% |

| 전임 (관선) 하대창 | 제34·35대 경상남도 거창군수 1995년 7월 1일~2002년 6월 30일 | 후임 김태호 |